# Tottori (by)
 For alternative betydninger, se Tottori. (Se også artikler, som begynder med Tottori)
Tottori (鳥取市 Tottori-shi) er en by i Japan.
Tottori ligger i Regionen Chūgoku på den østlige del af øen Honshu. Byen ligger på Honshus nordkyst ved Sendai-flodens udmunding i det Japanske Hav. Den har 187.323(2021) indbyggere og er hovedby og den største by i præfekturet Tottori.